# Enzo Bonaventura
Enzo Bonaventura (Pisa, 1891 – Gerusalemme, 13 aprile 1948) è stato uno psicologo italiano.

## Biografia
Dopo aver frequentato il laboratorio di psicologia sperimentale di Firenze, si laureò nel 1913 con Francesco De Sarlo di cui divenne presto assistente. Convinto assertore della dimensione sperimentale della psicologia ed in particolare della psicologia applicata, Bonaventura svolse le sue ricerche nel laboratorio fiorentino.

Nel 1938, a causa delle leggi razziali, fu espulso dall'università. Si trasferì a Gerusalemme e per dieci anni lavorò nel dipartimento di psicologia dell'Università Ebraica, focalizzando i propri interessi scientifici sulla psicologia sociale, nonché sull'orientamento scolastico e professionale. Prima di lasciare l'Italia aveva dedicato un lavoro monografico a La psicoanalisi.
Morì durante il massacro di Hadassah, attacco perpetrato da miliziani arabo-palestinesi ai danni di un convoglio medico in cui morirono settantanove persone tra medici, infermieri, studenti, pazienti e soldati Haganah.

## Opere
- La psicoanalisi. Nuova edizione integrale riveduta e corretta a cura di Alberto Marzi (1954)